# Cyril Cusack
Cyril James Cusack (n. 26 de noviembre de 1910 - f. 7 de octubre de 1993 ) fue un actor irlandés nacido en Sudáfrica.

## Biografía
Era hijo de la actriz Alice Cole-Violet y del oficial de policía James Walter Cusack. En 1945 se casó con la actriz Mary Margaret "Maureen" Kiely-Cusack, y tuvieron cinco hijos: Paul Cusack (director), Padraig Cusack (productor) y las actrices Sorcha Cusack, Niamh Cusack y Sinéad Cusack; lamentablemente, Mary murió en 1977. En 1979 se casó con su amante Mary Rose Cunningham y esta pareja tuvo una hija, la actriz Catherine Cusack. Es abuelo de los actores Max Irons y Samuel Irons, del político Richard Boyd Barrett, Callam Lynch, Megan Cusack y Kitty Cusack. Fue muy buen amigo del fiscal irlandés Cearbhall Ó Dálaigh.
En octubre de 1993 Cyril murió en su casa por la enfermedad de la neurona motora, más conocida como la enfermedad de Lou Gehrig o como "ALS" en Norteamérica, un mes antes de haber cumplido 83 años.

## Carrera
En 1989 apareció en la famosa película My Left Foot: The Story of Christy Brown, donde interpretó a Lord Castlewelland y en 1993 fue actor invitado en la serie The Young Indiana Jones Chronicles interpretando al político francés Georges Clemenceau.

## Filmografía

### Series de televisión
| Año  | Serie                              | Personaje          | Notas                                          |
| ---- | ---------------------------------- | ------------------ | ---------------------------------------------- |
| 1993 | The Young Indiana Jones Chronicles | Georges Clemenceau | episodio "Paris, May 1919"                     |
| 1992 | Screen Two                         | Percy Mannering    | episodio "Memento Mori"                        |
| 1988 | Menace Unseen                      | Mr. Simmondson     | 3 episodios - miniserie                        |
| 1988 | The Ray Bradbury Theater           | Doctor Jeffers     | episodio The Small Assassin                    |
| 1986 | The Theban Plays by Sophocles      | Sacerdote          | episodio "Oedipus the King"                    |
| 1986 | Robin of Sherwood                  | Agrivaine          | episodio "The Inheritance"                     |
| 1984 | Six Centuries of Verse             | -                  | episodio "Earlier Twentieth Century 1914-1939" |
| 1984 | Tales of the Unexpected            | Percy Hampton      | episodio "Accidental Death"                    |
| 1984 | Play for Today                     | Mr. Reed           | episodio "Rainy Day Women"                     |
| 1983 | Wagner                             | Sulzer             | episodio # 1.2                                 |
| 1983 | Death of an Expert Witness         | Mr. Lorrimer       | 2 episodios - Miniserie                        |
| 1981 | Maybury                            | Mac                | episodio "Maisie and Mac"                      |
| 1980 | Strumpet City                      | Giffley            | 6 episodios Women"                             |
| 1977 | Jesus of Nazareth                  | El rabino Yehuda   | Miniserie                                      |

### Películas
| Año  | Título                                   | Personaje            | Observaciones                                                                                         |
| ---- | ---------------------------------------- | -------------------- | --- |
| 1992 | Far and Away                             | Danty Duff           | |
| 1989 | My Left Foot: The Story of Christy Brown | Lord Castlewelland   | junto a Daniel Day-Lewis, Brenda Fricker, Kirsten Sheridan, Phelim Drew, Ruth McCabe y Fiona Shaw     |
| 1984 | 1984                                     | Charrington          | junto a John Hurt, Suzanna Hamilton y Richard Burton.                                                 |
| 1966 | Fahrenheit 451                           | Jefe de bomberos     | Junto a Oskar Werner y Julie Christie                                                                 |
| 1957 | The Rising of the Moon                   | Insp. Michael Dillon | junto a Tyrone Power, Noel Purcell, Maureen Cusack, Jack MacGowran y Jimmy O'Dea                      |
| 1947 | Odd Man Out                              | Pat                  | junto a James Mason, Robert Newton, Maureen Cusack, F. J. McCormick, William Hartnell y Dan O'Herlihy |

### Teatro
| Año  | Obra                       | Personaje  | Director (a)   | Teatro          | Notas                                                                            |
| ---- | -------------------------- | ---------- | -------------- | --------------- | -------------------------------------------------------------------------------- |
| 1990 | The Three Sisters          | -          | Adrian Noble   | Royal Theatre   | junto a Sorcha Cusack, Sinead Cusack, Niamh Cusack, Paty Hayes y Lesley Manville |
| 1963 | The Physicists             | -          |                | Aldwych Theatre | dirigida por Peter Brook                                                         |
| 1957 | A Moon for the Misbegotten | Phil Hogan | Carmen Capalbo | Bijou Theatre   |                                                                                  |